# Deopalpus parksi
Deopalpus parksi är en tvåvingeart som först beskrevs av Henry J. Reinhard 1934.  Deopalpus parksi ingår i släktet Deopalpus och familjen parasitflugor.
Artens utbredningsområde är Arizona. Inga underarter finns listade i Catalogue of Life.